# RNF11

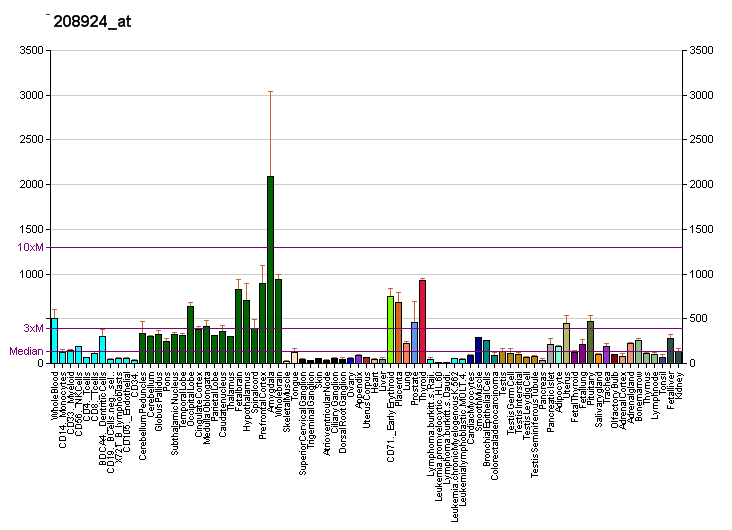
Patrón de expresión génica del gen RNF11.

La proteína 11 de dedo RING (RING Finger Protein 11) es una proteína codificada por el gen RNF11 en humanos. Dedos RING son un tipo de dedo de zinc, que contienen un  motivo caracterizado por la secuencia de aminoácidos Cys3HisCys4. 

## Función
La proteína codificada por este gen contiene un motivo de dedo RING-H2, que se sabe que es importante para las interacciones proteína-proteína. Se ha demostrado que la expresión de este gen es inducida por proteínas RET mutantes (MEN2A/MEN2B). Se sabe que las mutaciones de la línea germinal en el gen RET son responsables del desarrollo de la neoplasia endocrina múltiple (MEN).

## Interacciones
Se ha demostrado que RNF11 interactúa con RIPK1 y STAMBP.